# 71e division d'infanterie (France)
Pour les articles homonymes, voir 71e division.
La 71e division d'infanterie est une division d'infanterie de l'armée de terre française qui a participé à la Première Guerre mondiale et à la Seconde Guerre mondiale.

## Commandants
- 2 août 1914 : général Kaufmant
- 13 mars 1915 : général Mordrelle
- 8 juin 1917 - : général Ganter
- 1918 : général Hering
- 28 octobre 1918 - 22 mars 1919 : général Barbier
- 1939 - 1940 : général Baudet

## Première Guerre mondiale

### Composition
- 217e régiment d'infanterie d'août 1914 à novembre 1918
- 221e régiment d'infanterie d'août 1914 à novembre 1918
- 309e régiment d'infanterie d'août 1914 à juin 1916 (dissolution)
- 349e régiment d'infanterie d'août 1914 à juin 1916 (dissolution)
- 358e régiment d'infanterie d'août 1914 à novembre 1918
- 370e régiment d'infanterie d'août 1914 à janvier 1917
- 41e bataillon de chasseurs à pied de septembre 1914 à février 1917
- 151e brigade d'infanterie (297e, 357e et 359e régiments d'infanterie) de septembre 1914 à janvier 1915
- Un bataillon du 131e régiment d'infanterie territoriale d'août à novembre 1918

La 71e DI dispose en outre, jusqu'au 20 mars 1915, de la 21e brigade de cavalerie légère, et du 3 au 20 mars 1915, d'éléments de la 2eDC.

### Historique

#### 1914 - 1915
- 2 - 13 août : Mobilisée dans la 21e région (Épinal)

- 14 - 25 août : mouvement vers les Vosges et occupation des cols du Bonhomme et de Sainte-Marie.

22 - 25 août : combats au col de Sainte-Marie.
- 25 août – 9 septembre : repli sur la Meurthe, mouvement vers Épinal et organisation de la défense d'Épinal.
- 9 septembre 1914 - 10 juin 1916 : poursuite de l'ennemi, par Rambervillers et Baccarat, jusqu'au-delà de la Meurthe, entre la vallée de Celles et la voie ferrée d'Avricourt. À partir du 14 septembre, occupation d'un secteur dans la région du col de la Chapelotte et de la voie ferrée d'Avricourt.

27 février - 8 mars : combats vers Badonviller et la Chapelotte.
20 mars : front réduit, à gauche, jusqu'à la Vezouze.
22 mars : attaque française sur la ferme du Chamois.

#### 1916
- 10 juin – 6 juillet : retrait du front et mouvement vers le camp de Saffais ; instruction. À partir du 26 juin, transport par V.F. dans la région de Bar-le-Duc ; repos vers Chaumont-sur-Aire ; puis transport par camions dans la région de Verdun.
- 6 – 15 juillet : engagée dans la bataille de Verdun, vers le bois Fumin et le sud de Damloup : 11 juillet, attaque allemande sur le bois Fumin.
- 15 – 22 juillet : retrait du front ; repos vers Rosnes.
- 22 juillet – 19 décembre : mouvement vers le front et occupation d'un secteur dans la région d'Avocourt, l'Aire.
- 19 décembre 1916 – 6 janvier 1917 : retrait du front ; repos vers Triaucourt, puis le 4 janvier 1917, vers Nixéville.

#### 1917
- 6 janvier – 27 février : occupation d'un secteur entre la Hayette et la Meuse, vers Charny : 25 janvier, attaque allemande.
- 27 février – 3 mars : retrait du front ; repos vers Triaucourt.
- 3 – 28 mars : mouvement vers Dampierre-le-Château ; travaux sur les deux rives de l’Aisne (éléments engagés, le 12 mars, vers Maison de Champagne).
- 28 mars – 4 juin : occupation d'un secteur entre le Four de Paris et l'Aisne.
- 4 – 28 juin : retrait du front ; repos vers Mourmelon-le-Grand et Vadenay.
- 28 juin – 15 juillet : occupation d'un secteur vers Auberive-sur-Suippe et le chemin de Souain à Sainte-Marie-à-Py.
- 15 – 27 juillet : retrait du front ; repos vers Verneuil et Châtillon-sur-Marne.

24 juillet : mouvement vers Romigny et Prouilly.
- 27 juillet – 25 octobre : mouvement vers Chalons le Vergeur, puis occupation d'un secteur entre l'Aisne et la Neuville, déplacé à droite, le 17 août, entre Sapigneul et le sud de Godat.
- 25 octobre – 11 novembre : retrait du front ; repos dans la région d'Épernay.
- 11 novembre 1917 – 23 février 1918 : mouvement vers le front, et, à partir du 13 novembre, occupation d'un secteur entre Sapigneul et le sud de Godat.

#### 1918
- 23 février – 16 mars : retrait du front et travaux au nord-ouest de Reims.
- 16 mars – 11 mai : occupation d'un secteur entre Sapigneul et la Miette, étendu à gauche, le 31 mars, jusque vers le bois des Buttes.
- 11 – 29 mai : retrait du front, mouvement vers Fismes ; repos. À partir du 22, transport par V.F. dans la région de Lumbres ; repos à Steenvoorde.
- 29 mai – 8 juillet : occupation d'un secteur vers Locre et le château de Locre. Participation à la 3e bataille des Flandres :

5 - 6 juin : combats dans la région de Locre.
7 juin : extension du front, à droite, jusque vers Koutkot.
- 8 juillet – 13 août : retrait du front (relève par l'A.W.), transport par V.F. dans la région de Châlons-sur-Marne ; puis stationnement sur la Vesle.

15 juillet : engagée, au nord-ouest de Prosnes, dans la 4e bataille de Champagne : arrêt de l'offensive allemande. À partir du 19 juillet, contre-attaques françaises (2e bataille de la Marne) ; puis stabilisation et organisation d'un secteur vers la ferme de Moscou et le sud du mont Cornillet.
- 13 – 19 août : retrait du front et repos vers Juvigny et Vadenay ; puis mouvement, par Courtisols, vers Sainte-Menehould.
- 19 août – 27 septembre : occupation d'un secteur entre l'Aisne et Vienne-le-Château.
- 27 septembre – 21 octobre : engagée, vers Ville-sur-Tourbe et le bois d'Hauzy, dans la bataille de Somme-Py (Offensive Meuse-Argonne) et son exploitation : progression jusqu'à Termes et jusqu'au nord de Mouron ; nombreux combats.
- 21 – 25 octobre : retrait du front et repos vers Sainte-Menehould.
- 25 octobre – 5 novembre : occupation d'un secteur de combat sur l'Aisne, entre Olizy et Falaise.

29 octobre : réduction du front à gauche jusqu'à l'ouest d'Olizy, violents combats vers Olizy.
4 - 5 novembre : engagée dans la Bataille du Chesne et de Buzancy.
- 5 – 11 novembre : retrait du front ; repos vers Sommepy-Tahure et Suippes, puis vers La Chaussée-sur-Marne, où la 71e DI se trouve lors de l'armistice.

### Rattachements
- Affectation organique :

isolée d'août 1914 à juin 1917
38e corps d'armée, de juin 1917 à novembre 1918
- 1re armée

2 août – 8 décembre 1914
- 2e armée

26 juin 1916 – 3 mars 1917
27 mars – 10 mai 1917
- 4e armée

3 – 27 mars 1917
10 mai – 15 juillet 1917
14 juillet – 11 novembre 1918
- 5e armée

15 juillet 1917 – 29 mars 1918
- 6e armée

29 mars – 22 mai 1918
- 9e armée

8 – 14 juillet 1918
- Détachement d'armée de Lorraine

11 mars 1915 – 26 juin 1916
- Détachement d'armée du Nord

11 mai – 30 juin 1918
- Détachement d'armée de Verdun

8 décembre 1914 – 11 mars 1915
- GQGA

30 juin – 8 juillet 1918

## LaSeconde Guerre mondiale

### Drôle de guerre
La 71e division d'infanterie est d'abord affectée au renforcement du 136e régiment d'infanterie de forteresse qui occupe le sous-secteur de Mouzon (secteur fortifié de Montmédy), elle est alors l'une des deux divisions du Xe corps d'armée (2e armée) dont elle constitue l'aile droite. En avril 1940, elle est remplacée par la 3e division d'infanterie nord-africaine et elle se place alors en réserve de la 2e armée dans la région de Machault – Semide, derrière l'aile gauche de l'armée.
La division n'est pas concernée dans son ensemble par les plans d'intervention en Belgique, mais son groupe de reconnaissance de division d'infanterie, le 60e GRDI, doit participer à la manœuvre retardatrice en Ardenne au sein du sous-groupement sud du groupement est de la 5e division légère de cavalerie.

### Bataille de France
À Sedan, lors de la bataille de France, la 71e DI n’a que 16 canons antichar sur une dotation normale de 60 par division.

### Composition
Au 10 mai 1940 :

Cavalerie
- 60e groupe de reconnaissance de division d'infanterie

Infanterie
- 120e régiment d'infanterie
- 205e régiment d'infanterie
- 246e régiment d'infanterie

Artillerie
- 38e régiment d'artillerie mixte divisionnaire
- 10e batterie divisionnaire antichar (du 38e RAMD)
- 50e parc d'artillerie divisionnaire
- 50e compagnie d'ouvriers d'artillerie
- 50e section de munitions hippomobile
- 250e section de munitions automobile

Génie
- compagnie de sapeurs mineurs 50/1
- compagnie de sapeurs mineurs 50/2

Transmissions
- compagnie télégraphique 50/81
- compagnie radio 50/82

Train
- compagnie hippomobile 50/22
- compagnie automobile 150/22

Intendance
- groupe d'exploitation divisionnaire 50/22

Santé
- 71e groupe sanitaire divisionnaire